# The Path of Love
The Path Of Love è il terzo album del cantautore norvegese Terje Nordgarden, pubblicato nel 2009. Il primo pubblicato dalla sua stessa etichetta GDN Records

## Tracce
1. Up the Hillside – 4:27
2. The Path of Love – 4:09
3. Stay Away – 3:11
4. On London Town – 3:32
5. Oh Brother – 3:17
6. Capture – 3:21
7. So Far Away – 4:53
8. The Night – 5:11
9. In Hopes and Dreams – 3:11
10. The Path of Love (piano version) – 4:33